# Château de Ruère (Saint-Léger-Vauban)
Pour les articles homonymes, voir Ruère.
Le château de Ruère ou Ruères est un édifice du XVIe siècle, situé au finage de Saint-Léger-Vauban, dans l'Yonne, perché sur un mamelon à l'est du hameau de Ruères.

## Localisation
Situé  dans l'arrondissement, à 25 km au sud-est d'Avallon, par la route départementale 10 et 55 et le chemin vicinal 5 duquel part une allée menant au manoir.

## Histoire du fief
Ce qu'on désigne sous le nom de château, était une maison-forte limitée aujourd'hui au logis seigneurial. La construction initiale date de la seconde moitié du (XIVe siècle).
Cette baronnie était en 1318 à Huguenin et Pierrot de Veillart ou Véliart qui prirent part au partage de la terre de Sainte-Marie, entre l'abbaye de Reigny et l'abbaye de Vézelay, au finage de Saint-Léger-de-Foucheret.
Un peu plus tard, en 1370, Isabelle de Beauvoir, fille de Jean de Beauvoir et de Jacquette d'Autun-Bordeaux, l'apporta en dot avec le Vault, à Philippe Ier de Jaucourt, son époux, baron bourguignon et gouverneur du Nivernais.
En 1478, Louis XI donne l'ordre à Charles Ier d'Amboise, gouverneur de Bourgogne de raser 14 des châteaux et maisons à pont-levis de Jean de Jaucourt dit Digoine, qui seront reconstruits au siècle suivant. Devenu protestants, les Jaucourt établiront un prêche à Ruères dans leur chapelle. Puis par mariage ce fief entre dans la Maison de Briquemault et sera vendu en 1705 à François Friant, secrétaire de Vauban. Puis viennent les Sainte-Maure qui feront dans la seconde moitié du XVIIIe siècle abaisser la tour d'un étage et d'autres transformation interviendront tout au long des XIXe siècle et XXe siècle selon les différents propriétaires.

## Description
La bâtisse du début du XIVe siècle était en forme de quadrilatère, occupant le côté ouest de la cour, avec un logis seigneurial flanqué de deux tours. Sur l'autre côté de la cour à l'est se trouvait un autre bâtiment renfermant la chapelle jouxtant le bâtiment d'entrée de plan carré, par lequel on accédait à la cour par un pont-levis et pont-dormant, séparant la basse-cour de la cour d'honneur. Les autres côtés de la cour étaient clos par des bâtiments annexes.
Cet ensemble était entouré d'une muraille et de fossés
Aujourd'hui, il ne reste qu'un rempart, grand mur à l'entrée du village, sur la route du bas, et un pigeonnier, et la base de la grosse tour carrée, contre lequel se trouve le bâtiment d'habitation, seules traces de l'existence du château primitif dont l'avant-cour est devenue un pré. le bâtiment actuel est un manoir, propriété privée. Les fossés n'existent plus.

### La chapelle
Elle est contiguë au portail qui sépare la basse-cour de la cour d'honneur, et sert au cours des XVIe siècle et XVIIe siècle de prêche aux huguenots. Elle est devenue la maison d'habitation de l'exploitation agricole.

## Seigneurs
- 1318 : Huguenin Véliart, ou Veillart, et Pierrot, ou Poinçot de Véliart, ou Veillart.
- 1325 : Guyot de Véliart.
- 1370 : Philippe Ier de Jaucourt, époux d'sgn de Beauvoir de Chastellux qui lui apporte cette seigneurie en dot.
- vers 1420 : Gui de Jaucourt (mort vers 1462), sgn de Villarnoult[n 1], Marrault, Quers, Vault, Lugny, Montmardelein, Villaines, Saint-Brancher, Saint-Léger de Foucheret, Beauvilliers, Rouvray, Ruère, Comdoy, Saulx, Moigny, Saint-Germain-des-Champs, Saint-Georges-les-Carrières, Aulnay, La Coste, Montjallin etc. Conseiller et chambellan du duc de Bourgogne : Philippe le Bon, gouverneur des enfants de Bourgogne, comtes de Nevers et Rethel. Bienfaiteur de la collégiale d'Avallon, époux en 1401 de Jeanne Damas (Bourgogne), fille de Philibert Damas, sgn de Montaigu, et de Jeanne de Crux. Fils du précédent.
- vers 1450 : Philibert de Jaucourt (vers 1400-vers 1454), sgn de Villarnoult[n 1], du Vault etc. Conseiller et chambellan du duc de Bourgogne : Philippe le Bon en 1431 ; gouverneur de l'Auxerrois, châtelain de Péronne (1452), écrasement des Gantois à Gavre (1453), capitaine d'Auxerre (1456/57) et de l'Auxerrois (1462/63), épouse le 15 novembre 1438 Agnès de La Trémoïlle, fille de Pierre de La Trémoïlle, seigneur et baron d'Ours, union sans postérité, le fils passera à son frère Guillaume. Fils du précédent.
- 1467 : Guillaume de Jaucourt, sgn de Villarnoult[n 1], Marrault, Quers, Ruère etc. époux de Jeanne de Digoine. Frère du précédent.
- 1506 : Jean de Jaucourt dit Digoine (mort en 1506), conseiller et chambellan. Capitaine de 100 lances de Charles de Bourgogne d'abord rallié à Louis XI (1476), conseiller et chambellan, bailli de Dijon, gouverneur d'Auxerre[n 2]. Il défend ensuite la cause de Marie de Bourgogne, épouse de Maximilien d'Autriche, roi des Romains dont il devient le conseiller grand maître de son hôtel, soulève Avallon, Montréal et Saumur. Capitaine général des armées impériales (1491) avec mission et pleins pouvoirs pour reconquérir le duché de Bourgogne. Il prend Arras et Saint-Omer (1492). En représailles, Louis XI fait raser 14 de ses maisons fortes et châteaux ayant pont-levis, arrêter femme et enfants. Compris dans le Traité de Senlis (1493), il revient en France et récupère ses biens. Il épouse Agnès du Plessis, sa cousine, fille de Thibaud du Plessis et Antoinette de Jaucourt. Fils du précédent. Il laissa cette terre avec en partie Saint-Léger, Ferrières Cuzy, La Motte-de-Joux, Saint-Andeux à ses enfants.
- vers 1507 : Aubert de Jaucourt (mort en 1527), chevalier, sgn de Villarnoult[n 1], Marrault, Ruères etc. époux de Renée Le Roux fille d'honneur d'Anne de Bretagne. Fils du précédent.
- 1556 : Hardi de Jaucourt (mort vers 1560), seigneur du Vault, lieutenant général pour le roi en Bourgogne, gouverneur de Seurre, bailli de Mâcon, époux de Françoise Hamon (morte le 12 février 1571), dame de Lucinière, Montigny, Soyaulx et La Martinière en Bretagne, fille de Gilles Hamon et de Guillemette Guibé, elle est la nièce du trésorier de Bretagne Pierre Landais. Veuve, elle reprit de fief en 1560 au nom de Hugues et Gui ses fils[1],[n 3].
- 1560 : Renée de Jaucourt épouse François de Beauvais de Briquemault (vers 1502-vers 1572), dit aussi Tauvenay ou Thauvenay, sgn de Prégrimault et de Danmarie, gouverneur de Villeneuve d'Asti, maître de camp des bandes françaises[2] en Piémont et se joint à l'amiral de Coligny en 1554. Il participe à la prise de Dieppe contre les catholiques participe à la bataille de Jarnac de Roche-l'Abeille, de Montcontour, siège de Poitiers à la bataille d'Arnay-le-Duc en 1570 aux côtés de Coligny. Chargé de négocier le mariage du prince de Navarre avec Élisabeth Ier d'Angleterre. Il échappe à Paris à la Saint-Barthélemy le 24 août 1572 en se réfugiant à l'ambassade d'Angleterre où il fut arrêté.  Condamné à mort le 27 octobre 1572, il se vit confisquer tous ses biens et fut exécuté le 29 octobre 1572 en même temps que son ami Arnaud de Cavagnes, en présence du roi Charles IX. Il laissa trois enfants : François et Gaspard et Odette de Beauvais de Briquemault, mariée avec André Le Gresle (mort en 1563) et avec François de Cassagnet[3]. Il était surnommé par Brantôme « Le Vieux chevalier d'honneur et homme de bien », il est dit aussi « Le Bayard protestant ». Devenu protestant par suite de la décapitation d'un de ses neveux, Cadet de Villemaugis, prit dans la conjuration d'Amboise, il deviendra un farouche et même cruel adversaire des catholiques. Homme redouté, il massacrait, selon l'abbé Baudiau, « les moines alentours de sa maison de Ruères, les mutilant et se faisait de ces honteux trophées un collier un collier qu'il portait avec impudence »[4].
- 1573 : Marc de Briquemault, chevalier, capitaine au service du roi de Hollande, ayant hérité en partie des biens de sa famille, acquit de Louise de Bouy sa parente, le 17 août 1624, la portion de celle-ci dont il fit dénombrement, le 9 août 1625. Il laissa avant 1643 son épouse, Jeanne de Robret veuve, reprendre de fief le 6 février 1643 au nom de ses enfants : Jean, Marc-François, Philippe, Madeleine, Anne et Louise. L'aîné, Jean, premier capitaine au régiment de Rambure ayant été tué en 1656 dans une tranchée devant Valenciennes, Marc-François fit aveu pour Ruère et autres terres le 15 janvier 1657.
- 1643-1656 : Jean de Briquemault (mort en juillet 1656), capitaine au régiment de Rambure, fils du précédent. Tué au siège de Valenciennes.
- 1657 : Marc-François de Briquemault, gentilhomme de la Chambre du roi, il fait aveu le 15 janvier 1657 tant en son nom qu'en celui de ses sœurs, dont l'aînée avait épousé son cousin Gustave, baron de Briquemault[5]. En 1664, il est colonel d'un régiment de cavalerie ou se trouve un jeune capitaine Noël Bouton de Chamilly qui deviendra maréchal de France. Il reçoit un refus cinglant de Louvois de qui il sollicitait une récompense pour ses services. Furieux il jette sa commission dans le carrosse du ministre qui le fait aussitôt embastiller. Pendant qu'il était en prison, Chamilly s'étant distingué à Grave, le roi lui offrit une faveur et celui-ci implora la grâce de son colonel qu'il obtint. Marc-François avait hérité de ses sœurs Anne et Louise mortes sans postérité. Il laissa en 1658 Ruère à son beau-frère, Marc-Auguste de Briquemault. Frère du précédent.
- 1658 : Marc-Auguste de Briquemault, beau-frère du précédent. Par décret du 29 septembre 1705, cette terre fut vendue par adjudication pour 28 000 £ à François Friand(t).
- 1705 : François Friant (1654-avant 1716), sgn de Champlois, conseiller du roi, commissaire ordinaire des guerres, secrétaire de Vauban, fils de François Friant, vivant avocat en parlement, bailli de Murey, proche de Troyes en Champagne et Anne Champy [6]. Il fait l'acquisition du fief de Ruère et de sa maison forte, le 29 septembre 1705 par adjudication  pour 28 000 £. Il en reprit de fief le 12 mai 1707. Il a épousé le 13 février 1691 en la paroisse Saint-Pierre de Vézelay, Claude Anthoine, ou Antoine (née le 10 janvier 1667) , fille de Pierre Antoine, avocat élu et grenetier du moulin à sel de Vézelay. Était présente Jeanne d'Aulnay, épouse du maréchal Vauban; dame Charlotte Leprestre, épouse de Jacques-Louis de Mesgrigny, comte de Villebertin; Antoine Leprestre, chevalier seigneur du Puits-Vauban, capitaine au régiment de Normandie, directeur des fortifications de Valenciennes; Nicolas de Messgrigny, comte dudit lieu[7]. Il rédigea Les Oisivetés de Monsieur de Vauban ou ramas de plusieurs mémoires de sa façon sur différents sujets, signé Sébastien le Prestre de Vauban[8]. En 1716, sa veuve renouvela son devoir au nom de ses filles Louise-Françoise et Jeanne-Françoise.
- 1716 : Louise-Françoise Friant et sa sœur Jeanne Françoise Friant.
- 1724-1742[9] : Joseph-André Bretagne, écuyer, sgn de Ruère, a épousé le 7 novembre 1724 Marie Bresse, fille de Pierre Bresse, conseiller du roi, maître particulier des eaux et forêts du bailliage d'Auxois au siège d'Avallon et de Didière le Court de Beam[10].Arch.de l'Yonne Arch.Civiles 1868 T1 p61 B284 Donations : par Joseph-André de Bretagne,chevalier,seigneur de Ruère,demeurant à Cussy,et dame Marie-Thérèse Bresse,son épouse,à Louis-Antoine de Certaines,chevalier,leur petit-fils,enfant de Charles-Armand de Certaines,chevalier,seigneur de Thory,demeurant à Louvreau, et de feue dame Jeanne-Catherine de Bretagne,de la terre et seigneurie de Ruère en Nivernais,relevant en fief de la seigneurie de Lorme;
- vers 1730-1751 : Thomas André Marie d'Avigneau, écuyer, lieutenant-général au bailliage d'Auxerre, époux de l'une d'elles, revendit le fief et ses dépendances le 9 janvier 1751 pour la somme de 123,671 £ à César de Fresne, chevalier, baron de Villers[11]. Jacques Edme Marie d'Avigneau, sgn de Ruère, épouse Françoise  Friand[12].
- 1751-1761  : César de Fresne, chevalier, sgn de Sully et de Saint-Aubin, de Beauvilliers, de Saint-Léger en partie, de Prey et par sa femme, baron de Villers, ancien capitaine au régiment de Montoison, fils de René de Fresne et de Jeanne Renée de Châlons, époux d'Agnès Marguerite de Damas (1708-1747), dame de Villiers qu'elle eut pour sa légitime ; par traité avec son frère le 10 décembre 1737. Il l'épousa le 29 février 1740, au château du Fains par contrat passé devant Guenyot, notaire royal à Montbard[13]. Il fait l'acquisition de ce fief le 9 janvier 1751. Le 16 août 1681 il donna dénombrement d'une portion du fief de la Mothe qu'il avait acquis de Jacques de La Mothe, mari de Jeanne de Chargères. Il meurt le 28 mai 1761, suivant son fils Charles César de Fresne qui était mort le 24 mars 1761. Ils furent tous deux inhumés dans l'église de Saint-Brancher. Le domaine passa à son frère. Le curé de Saint-Brancher disait de lui que c'était un homme excessivement avare[11].
- 1761 : Frédéric de Fresne, frère du précédent, sgn de Chérisey, sire de Verdizy, de Vesvres, baron de Saint-Beury renouvela l'hommage de La Mothe le 5 juin 1714 fief qu'avait acquis son frère et qu'il revendit en 1719. Il laissa à son fils le château de Ruère.
- vers 1762 : César Edme François de Fresne, fils de François, sieur de Montjalin, son neveu.
- vers 1765 : Jean-Baptiste de Brachet, baron de Saint-Andeux, à cause de Louise Élisabeth de Châtenet, son épouse. Ils vendirent Ruère, Saint-Léger-de-Foucheret en partie, Le Bon-Rûpt et La Bécasse, le 1er avril 1767 à Louis Marie-Cécile de Sainte-Maure
- 1767 : Louis-Marie de Sainte-Maure, comte de Sainte-Maure, sgn de La Tour-de-Prey, capitaine d'infanterie et lieutenant pour le roi, en Bourgogne. Il en fit l'acquisition le 1er avril 1767 pour la somme de 215 000 livres[14]. Cette famille fit abaisser la grosse tour d'un étage. Ses descendants ont revendu cette propriété en 1837 pour 200 000 francs à la famille Mocquot.
- 1837 : famille Mocquot, ne conservant que le château et ses alentours.

## Armoiries
- Maison de Jaucourt : « De sable à lions léopardés d'or »[15].
- Maison de Briquemault : « De gueules à trois fasces d'or à la bande d'hermine brochant sur le tout ».
- Maison d'Avigneau (de la famille Marie) : « D'azur au chevron d'or, accompagné en chef de deux étoiles d'argentet, en pointe, d'un cerf passant d'or »[16].
- Maison de Brachet : « De gueules au chien braque, assis d'or », ou « D'azur au chien braque, assis d'argent »[17].
- Famille de Bretagne : 
  - « D'azur à la fasce ondée d'argent, accompagnée en chef de trois grelots de même et en pointe d'un croissant d'argent »[18].
  - « D'azur à une fasce d'or ondée, accompagnée en chef de trois grelots de même et en pointe d'un croissant d'argent »[19].
- Maison de Sainte-Maure : « D'argent à la fasce de gueules ».

## Terrier et dépendances
Cette seigneurie avait droit de basse, moyenne et haute justice.
- 1325 : le hameau de Velars-le-Comte, appartenait à Guyot de Véliart.
- 1486 : le terrier de la châtellenie de Saint-Léger-de-Foucheret, renouvelé par Charles VIII indique que sa justice s'arrêtait à Ruère, que les sujets du roi de ce fief étaient retrayants d'Avallon et de Ruère.  (Louis-Marie de Sainte-Maure, baron de Ruère fit l'acquisition de la Châtellenie de Saint-Léger le 12 juillet 1771, pour 36 000 £)
- 1646 : le terrier de cette année là porte que les habitants de Ruère, Saint-Léger, de Bon Rû, de la Bécasse, de Trinquelin, Corvignot, de La Presle, de Champlois, de Montz, de Moulin-Colas, de Bornoux, de Joux-lès-Rouvray étaient retrayants de ce château et que plusieurs fiefs, comme La Mothe-de-Joux, Charmolin, Villiers-lès-Potot et Plémont étaient mouvants de son donjon[20].
- La Bécasse: était jadis un fief en toute justice. Ces habitants avaient le droit d'usage et de pacage dans les Bois de Ruère, en payant 20 deniers ainsi qu'1 boisseau de seigle par feu.
- Le Bon Rû ou Bon Rupt était une terre partagée entre les seigneuries de Ruère et de Villarnoult[n 1]. Les habitants jouissaient des mêmes avantages que ceux de La Bécasse à condition de payer les mêmes redevances.
- La Provenchère : au milieu de vastes forêt c'était une terre en toute justice qui fut annexée à la baronnie de Villarnoult[n 1].
- Plémont, était un fief sur la paroisse de Saint-Brancher, relevant de Ruère et qui appartenait à la Maison de Grésigny depuis le treizième siècle.

## Vauban
Sans que cela ait été clairement établi, la tradition orale dit que c'est en ce château que serait né Sébastien Le Prestre de Vauban,. Pourtant le manuscrit de l'abbé Tripier, curé de Girolles et natif de Saint-Léger, dit de la maison de natale de Vauban : « Elle était couverte en chaume et consistait en deux chambres assez mal éclairées ». Claude Courtépée (1721-1781) s'y rendit en 1778 ; elle était alors habitée par un sabotier et il précise : « Je fus, dit-il si transporté d'admiration, en la voyant, que j'eusse voulu, pour la distinguer des autres, graver sur la porte ce petit vers : Has magnus parvas coluit Vaubantius œdes; Cette humble maison de l'Illustre Vauban fut l'habitation ».
Plus tard elle fut transformée en cabaret, puis devint un magasin de foin en 1865.
Aujourd'hui cette maison n'existe plus. Seule subsiste une vieille grange qui en dépendait et sur laquelle les Amis de Vauban ont fait poser une plaque en souvenir de sa naissance en ces lieux.